# Jaime Busto Fernández de Larrinoa
Jaime Busto Fernández de Larrinoa   (Gorliz, 4 de desembre de 1997) és un pilot basc de trial que competeix des del 2015 en el Campionat del món. Ha guanyat quatre Campionats d'Espanya (2021-2024) i ha format part de l'equip estatal espanyol guanyador del Trial de les Nacions i del Trial de les Nacions indoor en cinc ocasions. Al començament de la seva carrera internacional va guanyar un Campionat d'Europa juvenil (2012) i un Campionat del Món júnior (2014).
Jaime Busto ha estat considerat un dels valors més prometedors de l'actual escena internacional. Resideix a Barcelona des dels 15 anys, quan s'hi instal·là definitivament per a poder continuar amb la seva formació esportiva.

## Trajectòria esportiva

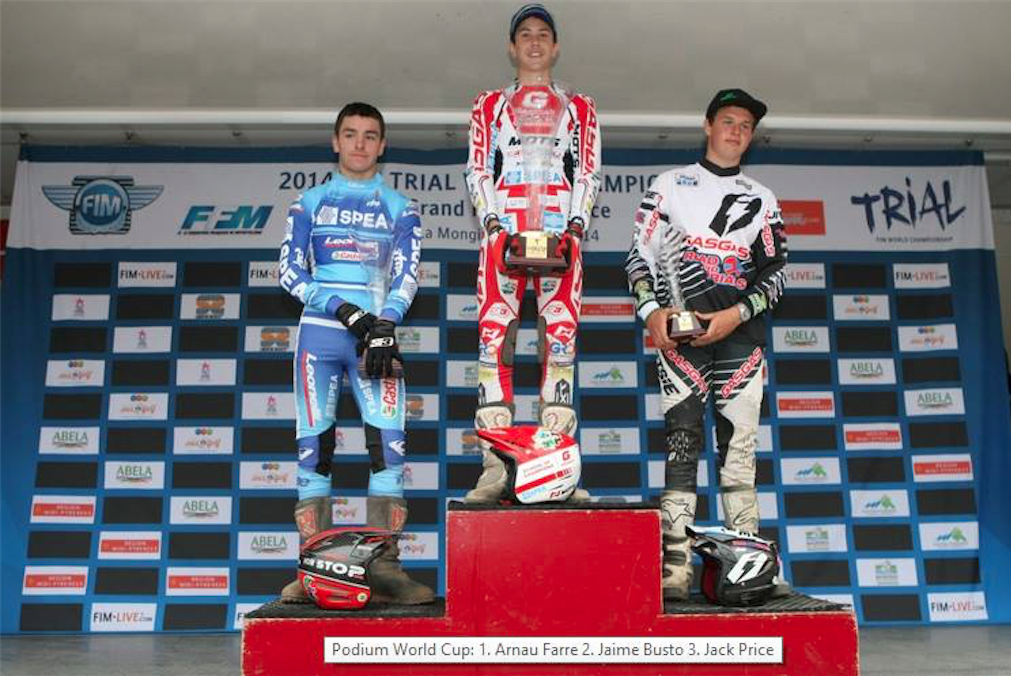
D'esquerra a dreta: Jaime Busto (2n), Arnau Farré (1r) i Jack Price (3r) a La Mongie (World Cup de 2014)

Nascut en una família amb molta afició pel trial (tant el seu avi com el seu pare en seguien les competicions), Jaime Busto va començar a conduir motocicletes a 3 anys, primer una Yamaha PW i més tard una Gas Gas Boy 50. Veient que a Catalunya hi ha un campionat específic per a nens a partir de 6 anys, la seva família l'encoratjà a participar-hi un cop va tenir aquesta edat. Després de debutar-hi el 2003 (concretament, participant en el Trial infantil de Constantí), el 2005 guanyà el seu primer títol, concretament el Campionat de Catalunya en categoria "Iniciació", i des d'aleshores aconseguí tots els títols possibles en les categories inferiors, tant al Campionat de Catalunya com al d'Espanya. La temporada de 2011, a 13 anys, debutà en el Campionat d'Europa juvenil (Youth 125), aconseguint-ne el títol l'any següent, 2012.
Al cap d'uns anys d'anar i venir del País Basc a Catalunya, Busto decidí deixar Gorliz i establir la seva residència a Catalunya, per tal de poder perfeccionar el seu aprenentatge. Des dels 15 anys, té el domicili a Barcelona.
El 2014 va guanyar amb autoritat el Campionat del món júnior (FIM World Cup, antigament anomenada World Junior Championship), amb 7 victòries a les 13 proves disputades. Aconseguí el seu primer podi al campionat -un tercer lloc- a Austràlia i la primera victòria, al Japó. Aquell any, a més, va finalitzar vuitè absolut al campionat d'Espanya tot i patir una lesió a la part final de la temporada.

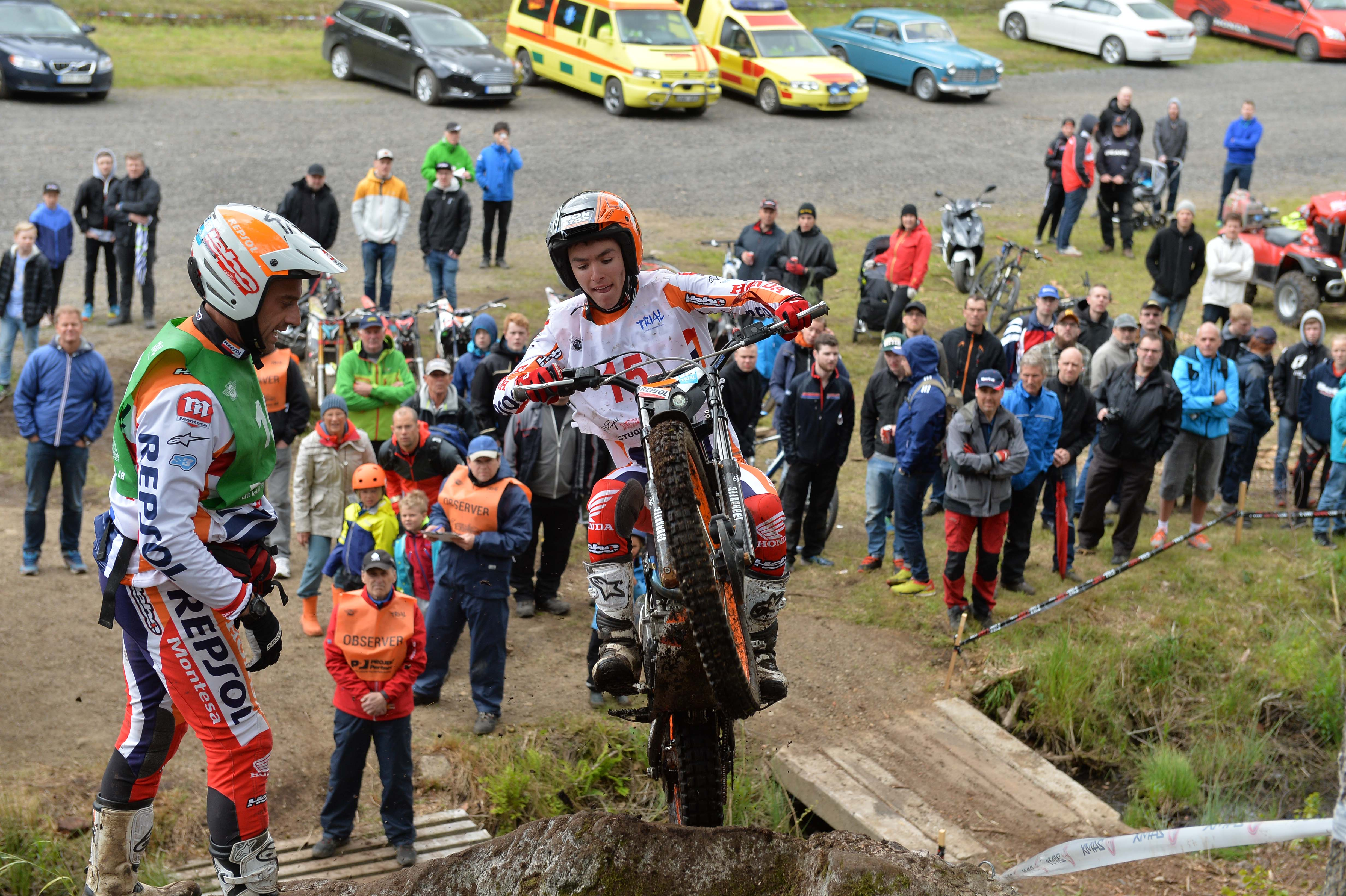
Busto amb la Montesa a Suècia el 2015

El febrer del 2015, Jaime Busto va fitxar per l'equip oficial Repsol Honda-Montesa, amb la missió de reforçar els dos principals pilots de la marca en el mundial de trial a l'aire lliure (Toni Bou i Takahisa Fujinami) i participar alhora al Campionat d'Espanya en la màxima categoria, ambdues competicions als comandaments de la Montesa Cota 4RT. En el seu primer any a la màxima categoria del mundial, Busto va aconseguir la sisena posició en la classificació general del campionat, superat només per Toni Bou, Adam Raga, Jeroni Fajardo, Albert Cabestany i Takahisa Fujinami, pilots que en alguns casos li doblaven l'edat.
El 2016 guanyà, fent equip amb Toni Bou dins l'equip estatal espanyol, el Trial de les Nacions indoor disputat a Niça. El 2017 va acabar tercer del mundial, arribant a superar Toni Bou en la sessió prèvia classificatòria de la prova inaugural, celebrada a Camprodon, i també en la de la tercera prova puntuable, el Gran Premi d'Andorra disputat a Sant Julià de Lòria.

## Palmarès
Font:

### Competicions superiors
A 1 de maig de 2025
| Any          | Motocicleta  | C. del Món outdoor | C. del Món indoor | TDN outdoor | TDN indoor | C. d'Espanya |
| ------------ | ------------ | ------------------ | ----------------- | ----------- | ---------- | ------------ |
| 2014         | Beta         | -                  | -                 | -           | -          | 8è           |
| 2015         | Montesa      | 6è                 | 10è               | -           | -          | 5è           |
| 2016         | Montesa      | 6è                 | 10è               | -           | 1r         | 5è           |
| 2017         | Montesa      | 3r                 | 7è                | 1r          | 1r         | 4t           |
| 2018         | Gas Gas      | 3r                 | 3r                | 1r          | -          | 3r           |
| 2019         | Vertigo      | 4t                 | 3r                | -           | 1r         | 2n           |
| 2020         | Vertigo      | 3r                 | 6è                | -           | 1r         | 8è           |
| 2021         | Vertigo      | 3r                 | 3r                | 1r          | -          | 1r           |
| 2022         | Vertigo      | 2n                 | 3r                | 1r          | -          | 1r           |
| 2023         | Gas Gas      | 2n                 | 2n                | 1r          | -          | 1r           |
| 2024         | Gas Gas      | 3r                 | 2n                | -           | -          | 1r           |
| 2025         | Gas Gas      |                    | 2n                |             | 1r         |              |
| Total títols | Total títols | 0                  | 0                 | 5           | 5          | 4            |

1. 1 2  La classificació consignada a TDN fa referència a la posició final obtinguda per l'equip estatal
2. ↑  Campió del Món Júnior
3. ↑  Al total de títols s'hi compten tots els campionats nacionals, estatals o internacionals guanyats

### Competicions  inicials
| Any          | Motocicleta  | C. d'Espanya     | C. de Catalunya | Altres                  |
| ------------ | ------------ | ---------------- | --------------- | ----------------------- |
| 2005         | Gas Gas?     | -                | 1r Iniciació    |                         |
| 2006         | Gas Gas?     | -                | 1r Aleví        |                         |
| 2007         | Gas Gas?     | -                | ?               |                         |
| 2008         | Gas Gas      | 1r Juvenil 80cc  | 1r Juvenil      |                         |
| 2009         | Gas Gas      | 1r Juvenil 125cc | 1r Promo        |                         |
| 2010         | Gas Gas      | 1r Cadet 125cc   | 1r Màster 125cc |                         |
| 2011         | Gas Gas      | 2n Júnior        | -               |                         |
| 2012         | Beta         | 1r Júnior        | -               | Campió d'Europa Juvenil |
| 2013         | Beta         | 1r TR2           | -               |                         |
| Total títols | Total títols | 5                | 5               | 1                       |